# Hypoxylon notatum
Hypoxylon notatum är en svampart som beskrevs av Berk. & M.A. Curtis 1875. Hypoxylon notatum ingår i släktet Hypoxylon och familjen kolkärnsvampar.   Inga underarter finns listade i Catalogue of Life.